# Iaia z Kyzikos

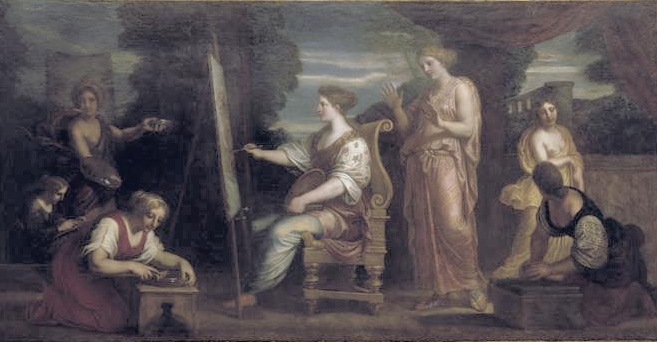
Michel Corneille młodszy, Malująca Iaia z Kyzikos

Iaia z Kyzikos – starorzymska malarka i rzeźbiarka z przełomu II i I w. p.n.e., o której wspomina Pliniusz Starszy w Historii naturalnej jako zdolnej i niezwykle szybkiej malarce, której umiejętności, a także zarobki przewyższały innych malarzy. Autorka głównie portretów kobiet, w tym autoportretu. Malowała na drewnie, lnie i marmurze i rzeźbiła w kości słoniowej. Tworzyła w mieście Rzym. Niezamężna przez całe życie.